# Certificat de tipus suplementari
Un certificat de tipus suplementari (STC, sigles de supplemental type certificate) és una modificació o reparació important que ha estat aprovada per una autoritat d'aviació i es duu a terme sobre una aeronau, un motor o una turbohèlice que ja disposa d'un certificat de tipus. S'anomena «suplementari» perquè expandeix el certificat de tipus existent. L'Agència Europea de Seguretat Aèria (AESA) és l'organisme que s'encarrega d'emetre els STC a la Unió Europea.